# Naja pallida
La Naja pallida, també coneguda com a cobra escopidora vermella, és una espècie de serp del gènere Naja, de la família Elapidae.

## Troballa i distribució
La serp va ser descrita per primera vegada pel naturalista belga-britànic, Boulenger, l'any 1896, i es pot trobar als següents països del continent africà: Djibouti, Etiòpia, Kenya, Somàlia, Tanzània.

## Hàbitat i característiques
Es tracta d'una espècie de serp verinosa i de comportament agressiu que habita la sabana àrida i zones semi-desèrtiques; és una cobra relativament petita, ja que mesura de 75 a 120 centímetres, és de color vermell, marró, taronja i rosat amb una banda negra.